# Ásványos összetétel

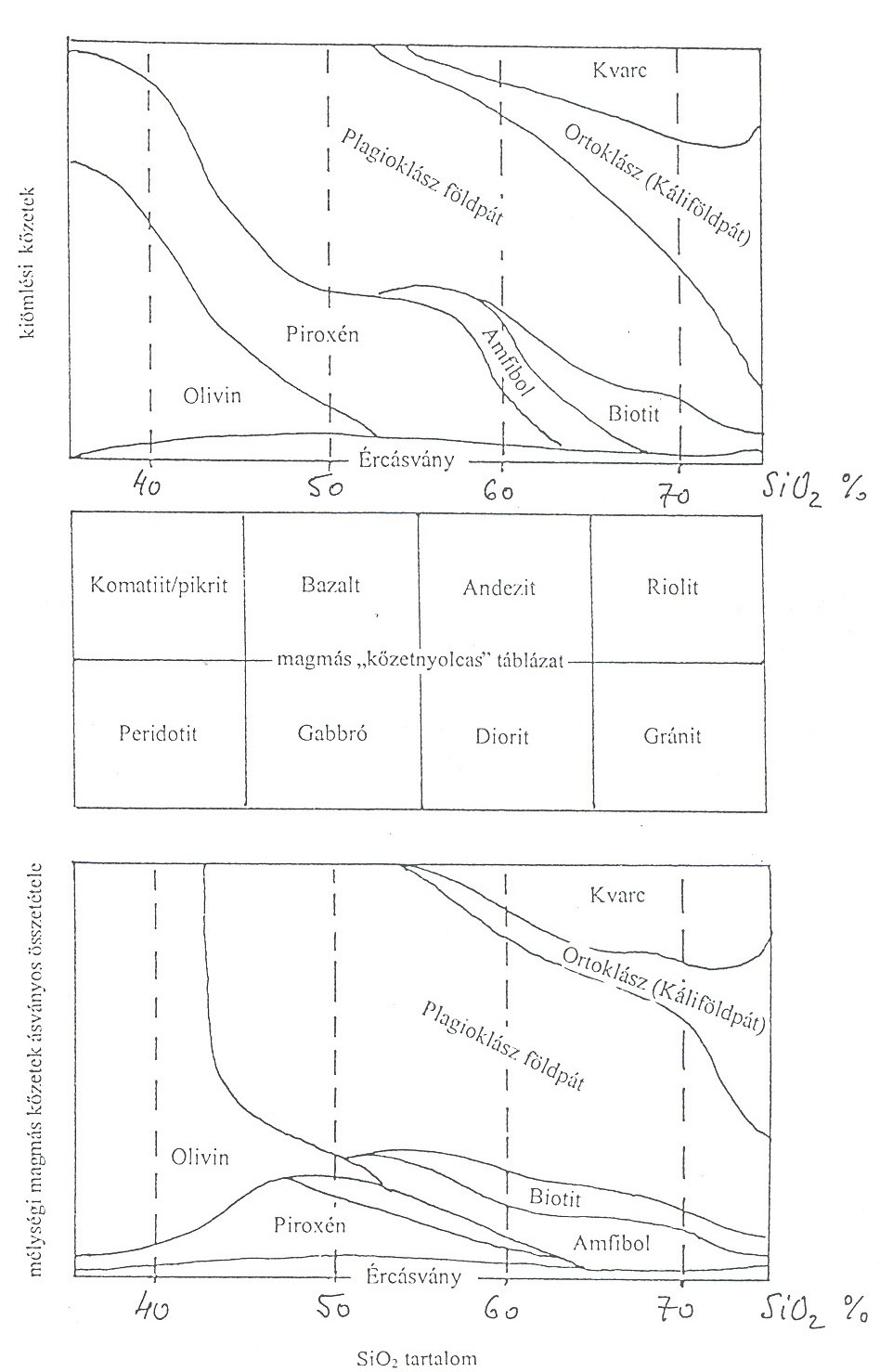
A kiömlési és a mélységi magmás kőzetek ásványos összetételének változása a szilíciumdioxid-tartalommal.

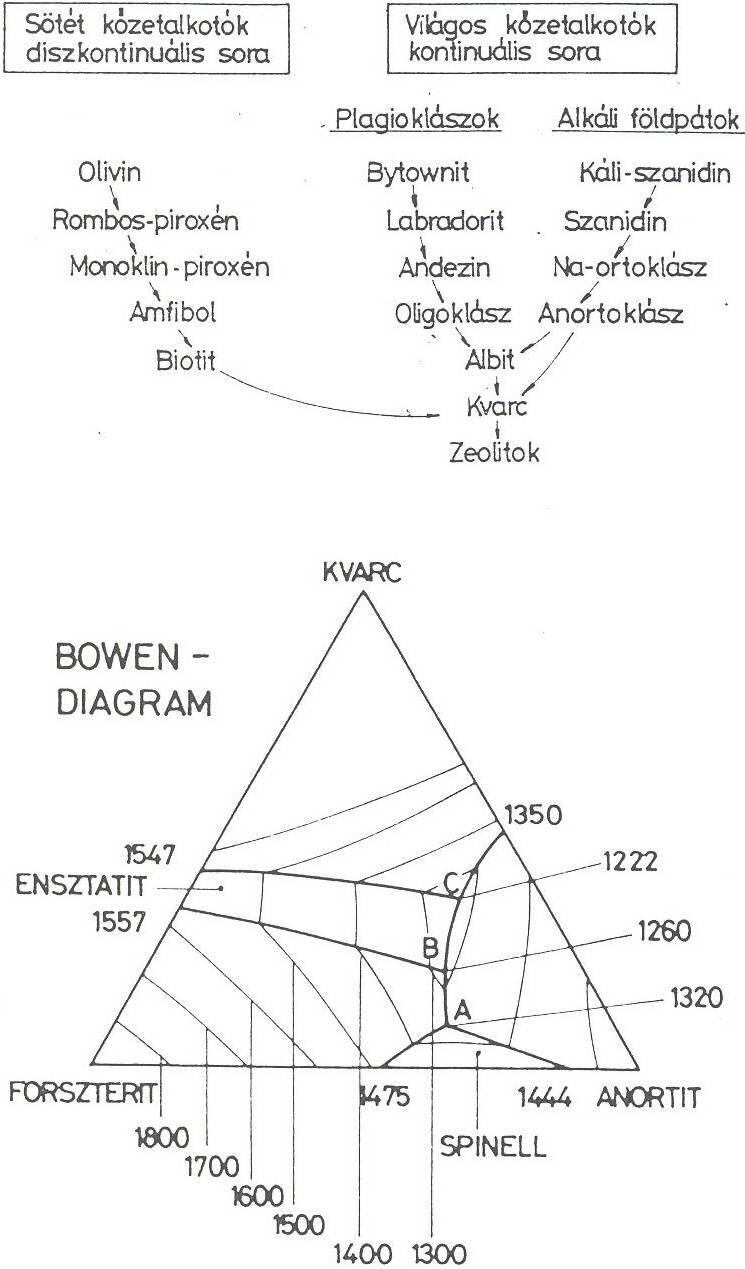
A Bowen-féle diagram és a magmás kőzetek kristályosodásának Bowen-sora.

Az ásványos összetétel szakkifejezést leggyakrabban a kőzetek esetén használják, de alkalmazható kerámiákra is és más, ásványi anyagokból készített ipari nyersanyagkeverékre is.

## A kőzetek = ásványtársulások
A kőzetek a legáltalánosabb definíció szerint ásványtársulások. Néhány fő kőzetalkotó ásvány adja a kőzetek összetételének 90 százalékát. Ezek mellett kísérő ásványok is megtalálhatók bennük, valamint nyomokban előforduló ásványok is.
A kőzetek jellemzésénél fontos ismeret az ásványos összetétel. Terepi gyakorlat szerint ezt a durvább szemcsézetű kőzetek esetén lupe használatával is meg lehet határozni a fő kőzetalkotó ásványok esetére, azok színe és alakja alapján.

## Jellegzetes ásványos összetételek
A főbb kőzettípusoknak jellegzetes ásványtársulásai vannak. Például a bazalt földpátból és monoklin piroxénből, mint fő kőzetalkotó ásványokból álló kőzet. Vagy a gránit kvarcból, káliföldpátból és biotitcsillámból álló kőzet.

### Magmás kőzeteknél
A Föld-típusú bolygókon gyakran fordulnak elő magmás kőzetek. Egy részük a felszínre ömlik, más részük a mélyben kristályosodik. A magmás kőzeteket legrégibb idők óta a színük és ásványos összetételük alapján osztályozzák.
A magmás kőzetekben található ásványok kialakulása hosszú folyamat is lehetett a nagyobb mélységben és rövidebb ideig is tarthatott a megszilárdulás a felszínen, vagy a felszín közelében. Ezért megkülönböztetnek kiömlési, vulkáni kőzeteket és nagy mélységi, plútóni kőzeteket.
A magmás kristályosodás során létrejövő ásvány-együttes (ásványtársulás) a fő kőzetalkotó ásványokból meghatározott arányban tartalmaz színes és színtelen szilikátokat. A színes szilikátok az olivin, a piroxén, az amfiból és a csillámok, a színtelenek a plagioklász és a káliföldpátok, a földpátpótlók és a kvarc. Ezek más és más arányban alkotják az ásványos összetételt a kiömlési és a mélységi magmás kőzetekben.
Bowen egy évszázaddal ezelőtti (a 20. század elején tett) fontos megfigyelése volt az, hogy a magmás kristályosodás során a színes és a színtelen szilikátok gyakran együtt kristályosodnak, egymással párhuzamosan haladó folyamatként, de az ásványsorokon belül meghatározott sorrendet követve. A magmás kőzetek ásványos összetétele a Bowen által bevezetett háromkomponensű rendszerdiagrammal követhető jól.

### Metamorf kőzeteknél
A metamorf kőzetek ásványos összetétele átkristályosodással jön létre. Az átkristályosodást az okozza, hogy a születési környezetéből a kőzet más nyomási és hőmérsékleti viszonyok közé kerül. Például a magmás kőzetek körében a jól ismert bazaltból) a nyomás és hőmérséklet emelkedésével előbb zöldpala, majd amfibolit, s még magasabb nyomáson majd eklogit képződik. Ez utóbbinak a fő ásványos összetétele piroxén és gránát.

### Üledékes kőzeteknél
Az üledékes kőzetek már létrejött kőzetek felaprózódásával, mállásával, a keletkezett szemcsék tovaszállításával, lerakódásával, majd újracementálódásával keletkeznek. Ásványszemcséik tehát részben az előző kőzetből, részben a mállási folyamatból származnak.
Néhány jellegzetes üledékes kőzet a következő: homokkő (főleg kvarc-szemcsékből áll), kősó (nátrium-klorid), kálisó (kálium-klorid), mészkő (kalcium-karbonát, fő ásványa kalcit), szén (karbon).